# Cezary Siess
Cezary Tadeusz Siess (Gdańsk, 1968. március 15. –) világbajnoki ezüstérmes, olimpiai bronzérmes lengyel vívó.

## Sportpályafutása
Tőr és párbajtőr fegyvernemekben is versenyzett, nemzetközi jelentőségű eredményeket tőrvívásban ért el.